# Pternopetalum botrychioides
Pternopetalum botrychioides là một loài thực vật có hoa trong họ Hoa tán. Loài này được (Dunn) Hand.-Mazz. miêu tả khoa học đầu tiên năm 1933.